# Coppa dei Caraibi 2017
La Coppa dei Caraibi 2017 (Scotiabank Caribbean Cup 2017) fu la venticinquesima ed ultima edizione della Coppa dei Caraibi (la diciannovesima con la nuova denominazione), competizione calcistica per nazione organizzata dalla CFU. La competizione si svolse in Martinica dal 22 giugno al 25 giugno 2017 e vide la partecipazione di quattro squadre: Curaçao, Giamaica, Guyana francese e Martinica. Il torneo valse anche come qualificazione per la CONCACAF Gold Cup 2017.
La CFU organizzò questa competizione come CFU Championship dal 1978 al 1988; dal 1989 al 1990 sotto il nome di Caribbean Championship; dall'edizione del 1991 a quella del 1998 cambiò nome e divenne Shell Caribbean Cup; le edizioni del 1999 e del 2001 si chiamarono Caribbean Nations Cup; mentre dal 2005 al 2014 la competizione si chiamò Digicel Caribbean Cup; nell'edizione del 2017 il suo nome è stato Scotibank Caribbean Cup.

## Formula
- Qualificazioni

Nessuna squadra è qualificata direttamente. Rimangono 25 squadre per 4 posti disponibili per la fase finale: Saint Vincent e Grenadine accede direttamente alla seconda fase, invece Giamaica Haiti e Trinidad e Tobago accedono direttamente alla terza fase. Le qualificazioni si dividono in quattro fasi:
Prima fase - 21 squadre, divise in sette gruppi da tre squadre, giocano partite di sola andata, le prime due classificate accedono alla seconda fase.
Seconda fase - 15 squadre, divise in cinque gruppi da tre squadre, giocano partite di sola andata, le prime e le quattro migliori seconde classificate accedono alla terza fase.
Terza fase - 12 squadre, divise in quattro gruppi da tre squadre, giocano partite di sola andata, le prime classificate si qualificano alla fase finale e alla fase finale della CONCACAF Gold Cup 2017. Le tre migliori seconde classificate accedono ai playoff per il quinto posto.
Playoff - 3 squadre, giocano partite di sola andata, la prima classificata si qualifica alla fase finale della CONCACAF Gold Cup 2017.
- Fase finale

Fase a eliminazione diretta - 4 squadre, giocano partite di sola andata. La vincente si laurea campione CFU.

## Squadre partecipanti
| Pr. | Squadra         | Data di qualificazione certa | Partecipante in quanto                                         | Partecipazioni precedenti al torneo                                                                 | Ultima presenza |
| --- | --------------- | ---------------------------- | -------------------------------------------------------------- | --------------------------------------------------------------------------------------------------- | --------------- |
| 1   | Curaçao         | 11 ottobre 2016              | 1ª classificata nel gruppo 3 del terzo turno di qualificazione | 3 (1989, 1998, 2014)                                                                                | Giamaica 2014   |
| 2   | Martinica       | 11 ottobre 2016              | 1ª classificata nel gruppo 4 del terzo turno di qualificazione | 16 (1983, 1985, 1988, 1990, 1991, 1992, 1993, 1994, 1996, 1997, 1998, 2001, 2007, 2010, 2012, 2014) | Giamaica 2014   |
| 3   | Giamaica        | 13 novembre 2016             | 1ª classificata nel gruppo 1 del terzo turno di qualificazione | 15 (1990, 1991, 1992, 1993, 1995, 1996, 1997, 1998, 1999, 2001, 2005, 2008, 2010, 2012, 2014)       | Giamaica 2014   |
| 4   | Guyana francese | 13 novembre 2016             | 1ª classificata nel gruppo 2 del terzo turno di qualificazione | 4 (1983, 1995, 2012, 2014)                                                                          | Giamaica 2014   |

## Fase finale

### Fase a eliminazione diretta

#### Tabellone
|  | Semifinali      | Semifinali      | Semifinali |         |          | Finale          | Finale          | Finale          |  |
|  |                 |                 |            |         |          |                 |                 |                 |  |
|  | Giamaica        | Giamaica        | 1 (4)      |         |          |                 |                 |                 |  |
|  | Giamaica        | Giamaica        | 1 (4)      |         |          |                 |                 |                 |  |
|  | Guyana francese | Guyana francese | 1 (2)      |         |          |                 |                 |                 |  |
|  | Guyana francese | Guyana francese | 1 (2)      |         | Giamaica | Giamaica        | 1               |                 |  |
|  |                 |                 |            |         | Giamaica | Giamaica        | 1               |                 |  |
|  |                 |                 | Curaçao    | Curaçao | 2        |                 |                 |                 |  |
|  | Curaçao         | Curaçao         | Curaçao    | Curaçao | 2        | 2               |                 |                 |  |
|  | Curaçao         | Curaçao         |            |         |          | 2               |                 |                 |  |
|  | Martinica       | Martinica       | 1          |         |          | Finale 3º posto | Finale 3º posto | Finale 3º posto |  |
|  | Martinica       | Martinica       | 1          |         |          |                 |                 |                 |  |
|  |                 |                 |            |         |          |                 |                 |                 |  |
|  |                 |                 |            |         |          | Guyana francese | Guyana francese | 1               |  |
|  |                 |                 |            |         |          | Guyana francese | Guyana francese | 1               |  |
|  |                 |                 |            |         |          | Martinica       | Martinica       | 0               |  |

#### Semifinali
| Arbitro: | Da Costa |

|                                     |                      |                              |
| Johnson 70’                         | Marcatori            | 21’ Baal                     |
| Binns Gordon Nicholson Fisher Burke | Tiri di rigore 4 – 2 | Evens Issorat Legrand Fabien |

| Arbitro: | De Leça |

|                                 |           |            |
| Nepomuceno 57’ (rig.) Janga 76’ | Marcatori | 17’ Arquin |

#### Finale 3º posto
| Arbitro: | Moore |

|            |           |  |
| Privat 75’ | Marcatori |  |

Guyana francese e Martinica qualificate per la CONCACAF Gold Cup 2017.

#### Finale
| Arbitro: | Rodríguez |

|              |           |              |
| Harriott 82’ | Marcatori | 10’ 83’ Hooi |

Giamaica e Curaçao qualificate per la CONCACAF Gold Cup 2017.

## Statistiche

### Classifica marcatori
2 reti
- Elson Hooi

1 rete
- Rangelo Janga
- Gevaro Nepomuceno
- Loïc Baal
- Sloan Privat
- Rosario Harriott
- Jermaine Johnson
- Yoann Arquin